# シンガポール海軍艦艇一覧
シンガポール海軍艦艇一覧は、シンガポール共和国海軍が過去保有した、または現在保有する、または将来保有する予定の、未完成・計画中止を含めた歴代艦艇一覧である。
凡例

## 現有勢力（2024年現在）
- 国防予算：119億ドル[1]
- 海軍人員：9,000名[1]
- 艦船隻数：80隻（排水量20t以上）[1]

潜水艦×4
アーチャー級×2
インヴィンシブル級×2
フリゲート×6
フォーミダブル級×6
コルベット×14
ヴィクトリー級×6
インディペンデンス級×8
高速艇×1
哨戒艇×12
センチネル級×4
SMC TYPE1型×2
SMC TYPE2型×6
ドック型輸送揚陸艦×4
エンデュアランス級×4
揚陸艇×33
FCEP×推定17
FCU×6
ほか
掃海艇×4
ベドック級×4
練習艇×1
潜水艦救難艦×1
スウィフトレスキュー×1
- 航空機数：17機[1] ※運用はシンガポール空軍が行っている。

艦載ヘリコプター×8
S-70B シーホーク×8
陸上固定翼機×9
フォッカー 50 マリタイム・エンフォーサー×5
ほか
- コースト・ガード：船艇33隻[1]

## 艦艇一覧（近代海軍以前）

### 砲艦
- 名称不明 - 1898年、4門

## 艦艇一覧（近代海軍）

### 水上戦闘艦

#### フリゲート
- フォーミダブル級（ラファイエット級フリゲートの派生型） - 6隻[1]

フォーミダブル(68 Formidable)、イントレピッド(69 Intrepid)、ステッドファスト(70 Steadfast)、テネイシャス(71 Tenacious)、ストルワート(72 Stalwart)、スプリーム(73 Supreme)

#### コルベット
- ヴィクトリー級 - 6隻[3]

ヴィクトリー(P88)、ヴァラー(P89)、ヴァラー(P90)、ヴァリアント(P91)、ヴィガー(P92)、ヴェンジェンス(P93)
- インディペンデンス級（英語版） - 8隻[3]

### 潜水艦

#### 通常動力型潜水艦
- チャレンジャー級（旧・スウェーデン『シェーオルメン』級） 潜水艦 - 4隻[1]

チャレンジャー(Challenger)、コンカラー(Conqueror)、センチュリオン(Centurion)、チーフテン(Chieftain)
- アーチャー級（旧・スウェーデン『ヴェステルイェトランド級潜水艦』） 潜水艦 - 2隻[1]

アーチャー(Archer)、ソーズマン(Swordsman)
- インヴィンシブル級 潜水艦 - 2隻（2隻建造中）[1][2]

インヴィンシブル(Invincible)、インペッカブル(Impeccable)、イラストリアス(Illustrious)、イニミタブル(Inimitable)

### 機雷戦艦艇

#### 掃海艦艇
掃海艇
- ベドック級（英語版） - 4隻[3]

### 両用戦艦艇

#### 揚陸艦艇
ドック型揚陸艦 （Dock Landing Ship LSD ）
- エンデュアランス(Endurance)級 ドック型揚陸艦 - 4隻[3]

車両兵員揚陸艇 （Landing Craft -Vehicle / Personnel LCVP ）
- FCEP - 推定17隻[3]
- FCU - 6隻[3]

### 哨戒艦艇

#### 哨戒・警備艦艇
哨戒艇
- インディペンデンス級（英語版）（ヴィスパー・ソーニクラフト タイプA） 哨戒艇 - 3隻[5]
- ソブレンティ級（英語版）（ヴィスパー・ソーニクラフト タイプB） 哨戒艇 - 3隻[5]
- スウィフト級（英語版） 哨戒艇 - 12隻[6]
- フィアレス級 対潜哨戒艇/哨戒艇（うち4隻は改修を受け、センチネル級として再就役[4]） - 12隻
- SMC TYPE1型 哨戒艇 - 2隻[3]
- SMC TYPE2型 哨戒艇 - 6隻[3]

#### 高速戦闘艇
ミサイル艇
- シーウルフ級（リュールセン FPB45型）ミサイル艇 - 6隻[7]

#### 無人水上艇
- プロテクター USV[8]
- ヴィーナス USV[8]
- MARSEC USV[9]

### 支援艦艇
潜水艦救難艦
- スウィフトレスキュー（英語版） - 1隻[3]

### 練習艦艇
練習艇
- Avator[3]
- Stet Polaris[3]

#### その他
ヨット
- シーベル（Seabelle） - 1隻

## 関連組織所属船艇

### シンガポール義勇海軍
- パングリマ
- ベドック
- シンガプーラ